# Gleichenia paleacea
Gleichenia paleacea là một loài dương xỉ trong họ Gleicheniaceae. Loài này được Copel. Holttum mô tả khoa học đầu tiên năm 1957.